# Poinson-lès-Fayl
Poinson-lès-Fayl è un comune francese di 221 abitanti situato nel dipartimento dell'Alta Marna nella regione del Grand Est.

## Società

### Evoluzione demografica
Abitanti censiti